# Pułapki umysłu (program telewizyjny)
Pułapki umysłu (ang. Brain Games – gry logiczne) – popularnonaukowy program telewizyjny stacji National Geographic Channel, polegający na prezentowaniu widzom gier umysłowych, a także iluzji i przykładów psychologii eksperymentalnej oraz tłumaczeniu, na jakich zasadach działa ludzki mózg.
Każdemu odcinkowi poświęcony jest inny temat; składa się z kilku zabaw aktywizujących widzów oraz komentarzy zaproszonych gości – psychologów, neurobiologów czy iluzjonistów. Program prowadzi Jason Silva.
Narratorem pierwszego sezonu, składającego się z trzech godzinnych wydań, był aktor Neil Patrick Harris (nie pojawił się jednak na ekranie). Gościem w każdym z odcinków był iluzjonista Apollo Robbins. W Polsce pierwsza odsłona emitowana jest pod nazwą Rusz głową.

## Spis odcinków

### Spis serii
| Seria | Odcinki    | Pierwszy odcinek    | Ostatni odcinek     |
| ----- | ---------- | ------------------- | ------------------- |
| 1     | 1–3 (3)    | 9 października 2011 | 9 października 2011 |
| 2     | 4–15 (12)  | 22 kwietnia 2013    | 24 czerwca 2013     |
| 3     | 16–25 (10) | 13 stycznia 2014    | 17 marca 2014       |
| 4     | 26–35 (10) | 14 lipca 2014       | 25 sierpnia 2014    |
| 5     | 36–45 (10) | 19 stycznia 2015    | 16 marca 2015       |
| 6     | 46–51 (6)  | 28 czerwca 2015     | 29 czerwca 2015     |
| 7     | 52–57 (6)  | 14 lutego 2016      | 20 marca 2016       |

### Lista odcinków
| Odcinek  | Tytuł                 | Polski tytuł             | Data emisji         |
| SERIA 1. | SERIA 1.              | SERIA 1.                 | SERIA 1.            |
| -------- | --------------------- | ------------------------ | ------------------- |
| 1        | Watch This!           | Nie wierz własnym oczom! | 9 października 2011 |
| 2        | Pay Attention!        | Skup się!                | 9 października 2011 |
| 3        | Remember This!        | Pamięć                   | 9 października 2011 |
| SERIA 2. |                       |                          |                     |
| 1 (4)    | Focus Pocus           | Fokus Pokus              | 22 kwietnia 2013    |
| 2 (5)    | It's About Time       | Już czas!                | 22 kwietnia 2013    |
| 3 (6)    | Motion Commotion      | Reakcja na ruch          | 29 kwietnia 2013    |
| 4 (7)    | Don't Be Afraid       | Nie bój się              | 29 kwietnia 2013    |
| 5 (8)    | Power of Persuasion   | Siła perswazji           | 6 maja 2013         |
| 6 (9)    | What You Don't Know   | Czego nie wiecie         | 13 maja 2013        |
| 7 (10)   | Battle of the Sexes   | Walka płci               | 20 maja 2013        |
| 8 (11)   | Seeing is Believing   | Zobaczyć znaczy uwierzyć | 27 maja 2013        |
| 9 (12)   | You Decide            | Ty decydujesz            | 3 czerwca 2013      |
| 10 (13)  | Use it or Lose it     | Gimnastyka mózgu         | 10 czerwca 2013     |
| 11 (14)  | Illusion Confusion    | Iluzje optyczne          | 17 czerwca 2013     |
| 12 (15)  | Liar, Liar            | Kłamca, kłamca           | 24 czerwca 2013     |
| SERIA 3. |                       |                          |                     |
| 1 (16)   | In Living Color       | Kolory to iluzja         | 13 stycznia 2014    |
| 2 (17)   | Laws of Attraction    | Prawo atrakcyjności      | 13 stycznia 2014    |
| 3 (18)   | Trust Me              | Zaufaj mi!               | 20 stycznia 2014    |
| 4 (19)   | Battle of the Ages    | Konflikt pokoleń         | 20 stycznia 2014    |
| 5 (20)   | Stress Test           | Test na stres            | 27 stycznia 2014    |
| 6 (21)   | What's Going On?      | Co się dzieje!           | 3 lutego 2014       |
| 7 (22)   | Retrain your Brain    | Usprawnij swój mózg      | 24 lutego 2014      |
| 8 (23)   | Mind your Body        | Słuchaj swego ciała      | 3 marca 2014        |
| 9 (24)   | In It To Win It       | Cel: zwycięstwo          | 10 marca 2014       |
| 10 (25)  | Follow The Leader     | W ślad za przywódcą      | 17 marca 2014       |
| SERIA 4. |                       |                          |                     |
| 1 (26)   | Compassion            | Współczucie              | 14 lipca 2014       |
| 2 (27)   | Addiction             | Uzależnienie             | 14 lipca 2014       |
| 3 (28)   | Language              | Język                    | 21 lipca 2014       |
| 4 (29)   | Risk                  | Ryzyko                   | 21 lipca 2014       |
| 5 (30)   | Battle of the Sexes 2 | Wojna płci               | 28 lipca 2014       |
| 6 (31)   | Superstitions         | Przesądy                 | 28 lipca 2014       |
| 7 (32)   | Food                  | Pożywka dla rozumu       | 4 sierpnia 2014     |
| 8 (33)   | Anger                 | Złość                    | 11 sierpnia 2014    |
| 9 (34)   | Patterns              | Wzorce i nawyki          | 18 sierpnia 2014    |
| 10 (35)  | Intuitions            | Intuicja                 | 25 sierpnia 2014    |
| SERIA 5. |                       |                          |                     |
| 1 (36)   | Common Sense          | Zdrowy rozsądek          | 19 stycznia 2015    |
| 2 (37)   | Left vs. Right        | W prawo czy w lewo       | 19 stycznia 2015    |
| 3 (38)   | Morality              | Moralność                | 26 stycznia 2015    |
| 4 (39)   | Money                 | Pieniądze                | 2 lutego 2015       |
| 5 (40)   | Paranormal            | Zjawiska nadprzyrodzone  | 9 lutego 2015       |
| 6 (41)   | Memory                | Pamięć                   | 16 lutego 2015      |
| 7 (42)   | Misconceptions        | Błędne wyobrażenia       | 23 lutego 2015      |
| 8 (43)   | Peer Pressure         | Presja rówieśników       | 2 marca 2015        |
| 9 (44)   | Logic                 | Logika                   | 9 marca 2015        |
| 10 (45)  | Faces                 | Twarze                   | 16 marca 2015       |
| SERIA 6. |                       |                          |                     |
| 1 (46)   | Positive Thinking     | Pozytywne myślenie       | 28 czerwca 2015     |
| 2 (47)   | Scams                 | Oszustwa                 | 28 czerwca 2015     |
| 3 (48)   | Sleep                 | Sen                      | 28 czerwca 2015     |
| 4 (49)   | Perspective           | Perspektywa              | 28 czerwca 2015     |
| 5 (50)   | Animal vs Human       | Zwierzę kontra człowiek  | 29 czerwca 2015     |
| 6 (51)   | Imagination           | Wyobraźnia               | 29 czerwca 2015     |
| SERIA 7. |                       |                          |                     |
| 1 (52)   | Meet The Brain        | Poznaj mózg              | 14 lutego 2016      |
| 2 (53)   | The God Brain         | Mózg jak Bóg             | 21 lutego 2016      |
| 3 (54)   | Brains Behaving Badly | Mózg na manowcach        | 28 lutego 2016      |
| 4 (55)   | Life Of The Brain     | Życie mózgu              | 6 marca 2016        |
| 5 (56)   | Super Senses          | Nieznane zmysły          | 13 marca 2016       |
| 6 (57)   | The Survivor Brain    | Mózg i przetrwanie       | 20 marca 2016       |